# Lepipolys
Lepipolys từng là một chi bướm đêm thuộc họ Noctuidae, hiện tại được coi là đồng nghĩa của Sympistis.

## Former species
- Lepipolys behrensi (Grote, 1874)
- Lepipolys perscripta Guenée, 1852